# Tata Consultancy Services
Tata Consultancy Services Limited (TCS) — індійська транснаціональна компанія, що надає послуги в галузі інформаційних технологій, ІТ-консалтингу та ІТ-рішень для бізнесу. Штаб-квартира розташована в Мумбаї. У списку найбільших публічних компаній світу Forbes Global 2000 за 2022 рік Tata Consultancy Services посіла 386 місце. Веде діяльність у 46 країнах, входить до складу Tata Group. Акції компанії розміщено на Бомбейській фондовій біржі та Національній фондовій біржі Індії. Одна з найбільших індійських компаній за капіталізацією (146 млрд доларів США на листопад 2022 року) та найбільшою індійською ІТ-компанією 2013 року за виручкою. Належить до 4 найцінніших брендів світу у сфері ІТ-послуг. 2015 року стала 64-ою в Глобальному рейтингу найбільш інноваційних компаній журналу Forbes, посівши найвище місце серед усіх ІТ-компаній і найвище серед індійських компаній. Займає 10-те місце у світі серед постачальників ІТ-послуг за виручкою.

## Історія
Компанію засновано 1968 року як підрозділ компанії Tata Sons Limited. Одні з перших договорів про надання послуг укладено зі сестринською компанією TISCO (нині Tata Steel), з Центральним банком Індії про налагодження системи взаємодії між відділеннями, з Unit Trust of India про забезпечення роботи сервісного центру фонду взаємних інвестицій.
1975 року компанія провела перший набір співробітників у кампусі Індійського наукового інституту в Бангалорі. Серед рекрутів були випускники 12 індійських технологічних інститутів та троє випускників Наукового інституту, які стали першими працівниками TCS, прийнятими за програмою стажування для випускників.
1979 року TCS поставила електронну депозитарно-торгову систему, названу SECOM, для швейцарської компанії SIS SegaInterSettle. Потім була System X для Канадської депозитарної системи та автоматизація Йоганнесбурзької фондової біржі. TCS працювала спільно зі швейцарською компанією TKS Teknosoft, яку пізніше купила.
1981 році в Пуне TCS відкрила перший в Індії центр дослідження та розробки програмного забезпечення — Tata Research Development and Design Centre (TRDDC).
1985 року TCS відкрила перший в Індії спеціальний клієнтський офшорний центр розробок, клієнтом якого стала компанія Tandem Computers.
Індійський ІТ-аутсорсинг стрімко зріс під час проблеми 2000 року та запровадження єдиної європейської валюти — євро. У Tata Consultancy Services розробили процес усунення проблеми 2000 та розробили інструментальне програмне забезпечення для автоматизації процесу перетворення програм і застосували його до сторонніх розробок.
У серпні 2004 року TCS розмістила свої акції на фондових біржах, до кінця 2011 року стала найбільшою компанією Індії за ринковою капіталізацією.
У 2005 році TCS стала першою індійською компанією з надання ІТ-послуг, яка вийшла на ринок біоінформатики, і того ж року TCS змінила слоган з «Beyond the Obvious» на «Experience Certainty». У 2006 році вона розробила ERP-систему для Індійської залізничної корпорації громадського харчування та туризму. До 2008 року її діяльність у сфері електронного бізнесу приносила понад 500 мільйонів доларів США річного доходу.
У 2011 році TCS вперше вийшла на ринок малих і середніх підприємств з хмарними пропозиціями. В останній торговий день 2011 року вона обігнала RIL, досягнувши найвищої ринкової капіталізації серед усіх індійських компаній. У 2011-12 фінансовому році TCS вперше досягла річного доходу понад 10 мільярдів доларів США.
У травні 2013 року TCS отримала шестирічний контракт вартістю понад 11 мільярдів рупій (140 мільйонів доларів США) на надання послуг індійському Департаменту пошти. У 2013 році фірма перемістилася з 13-ї на 10-ту позицію в Лізі 10 найбільших світових компаній, що надають ІТ-послуги, а в липні 2014 року стала першою індійською компанією з ринковою капіталізацією понад 5 трильйонів рупій (що еквівалентно 8,0 трильйонам рупій або 100 мільярдам доларів США у 2023 році).
У січні 2015 року TCS завершила 23-річне перебування Reliance Industries Limited на позиції найприбутковішої компанії Індії.

### Придбання
- 2001 рік — CMC Limited[en][31][32][33]
- 2005 рік — Pearl Group[34][35]
- 2012 рік — Computational Research Laboratories[36][37]
- 2013 рік — Alti SA[fr] (Франція)[38]